# Локтев, Алексей Васильевич
Алексе́й Васи́льевич Ло́ктев (30 декабря 1939, Орск, Чкаловская область, СССР — 17 сентября 2006, Благовещенск, Россия) — советский и российский актёр театра и кино, театральный режиссёр. Заслуженный артист РСФСР (1972). Лауреат Государственной премии СССР (1972).

## Биография
Родился 30 декабря 1939 года в Орске (ныне Оренбургской области). В 1943 году его отца перевели на работу в Москву. Здесь Алексей пошёл в школу, здесь же начал заниматься в театральной студии при ЗИСе (впоследствии — ЗИЛ), на котором некоторое время после окончания школы работал токарем. Затем, успешно сдав экзамены, был принят в ГИТИС.
Окончив в 1962 году институт, по приглашению Бориса Равенских стал актёром МАДТ имени А. С. Пушкина. Одновременно снимался в кино. Так, уже в 1963-м на экраны страны вышел фильм Георгия Данелии «Я шагаю по Москве», ставший символом того времени; в этой кинокартине Локтев сыграл одну из главных ролей — рабочего-монтажника из Сибири Володи Ермакова.
Впоследствии всё реже снимался в кино, появляясь на экране, как правило, в эпизодических ролях.
В 1972 году покинул МАДТ имени А. С. Пушкина и вместе с Равенских перешёл в Малый театр. После смерти режиссёра ушёл из театра. В 1980 году переехал в Ленинград и стал актёром ЛАТД имени А. С. Пушкина. Вновь в Москву вернулся в 1989 году, поступив в труппу театра «Глас».
В 1987 г. впервые обратился к режиссуре, поставив в ЛАТД имени А. С. Пушкина спектакль «Несколько часов из жизни мужчины и женщины» по пьесе Валентина Красногорова «У каждого своя звезда». Спектакль сохранялся в репертуаре театра более десяти лет. В 1993 году поставил спектакль «Я вернусь!» — о популярном певце Игоре Талькове. Затем последовали спектакли «Верую!» по Василию Шукшину и «Фёдор и Аня», о жизни Фёдора Достоевского.
Организовал Театр Алексея Локтева, где являлся руководителем, режиссёром и актёром. Успех у зрителей имел его музыкально-поэтический спектакль «Видения на холме» о поэте Николае Рубцове, поставленный на сцене Пушкинского театра.
Одна из его последних работ — спектакль «Последняя любовь Достоевского», в основу которого легли дневники писателя, а также отрывки из нескольких романов. Спектакль, в котором Локтев играл главную роль, несколько лет с успехом шёл на Малой сцене МАДТ имени В. В. Маяковского.
Долгие годы был алтарником церкви Николая Чудотворца в Мытищах, куда его привёл друг Виктор Касьяненко.

## Семья
Жена — Светлана Михайловна Лощинина-Локтева (1944—1988), актриса Ленинградского театра драмы и комедии на Литейном.
У Алексея Локтева было четверо детей. Дочь Александра замужем за лидером группы «Алиса» Константином Кинчевым.

## Гибель
В сентябре 2006 года Алексей Локтев прибыл на Дальний Восток для участия в кинофестивале «Амурская осень». 17 сентября после встречи со зрителями группа артистов, участвовавших в кинофестивале, выехала из села Раздольное в Благовещенск. Председатель жюри фестиваля Сергей Новожилов решил ехать не в составе организованной колонны с сопровождением экипажа ГИБДД, а отдельно. Вместе с ним, кроме водителя, в «Тойоте Краун» отправились ещё три человека — в том числе Локтев. На одном из перекрёстков 22-летний водитель не уступил дорогу микроавтобусу, двигавшемуся по главной трассе. После столкновения легковушка врезалась ещё в одну машину и перевернулась. Локтев получил открытую черепно-мозговую травму и скончался по дороге в больницу.
Похоронен на муниципальном кладбище «Волково» в Мытищах Московской области.

## Творчество

### Роли в театре

#### Московский драматический театр им. А. С. Пушкина(1962—1972)
- 1967 — «Драматическая песня» Б. И. Равенских и М. Анчарова по произведениям Н. А. Островского — Павел Корчагин
- — «Дневник женщины» — Борис
- — «День рождения Терезы» — Хосе
- — «Поднятая целина» по роману М. А. Шолохова — Тимофей Рваный

#### Малый театр(1972—1980)
- 1973 — «Царь Фёдор Иоаннович». Режиссёр: Б. И. Равенских — князь Шаховской
- 1975 — «Русские люди» К. М. Симонова. Режиссёр: Б. И. Равенских — Панин
- 1976 — «Мезозойская история» М. Ибрагимбекова. Режиссёр: Б. И. Равенских — Рауф
- 1977 — «Любовь Яровая» К. А. Тренева — Хрущ
- «Дачники» М. Горького — Влас

#### Александринский театр(1980—1989)
- 1980 — «Аэропорт» А. Хейли — доктор Компаньо
- 1980 — «Позови меня в даль светлую» по В. М. Шукшину — Николай Игнатьевич
- 1980 — «Веранда в лесу» И. М. Дворецкого — Пахомов
- 1980 — «Высшая мера» В. К. Арро — Член военного трибунала, Прокурор, Сержант, Шевляков, председатель военного трибунала
- 1980 — «Живи и помни» В. Г. Распутина — Маским Вологжин
- 1981 — «Предел возможного» по И. А. Герасимову — Куликов Семен Андреевич, сын Андрея Кирилловича
- 1982 — «Юбилей, или Театральный разъезд через 225 лет после основания театра» Т. В. Ланиной — участие в отрывке из пьесы П. И. Григорьева «Праздник артистов 30 августа 1856 года»
- 1984 — «Капитанская дочка» по А. С. Пушкину — Чумаков
- 1985 — «Фельдмаршал Кутузов» В. А. Соловьёва — Генрих, гренадер старой наполеоновской гвардии

В 1987 году на Основной сцене Александрийского театра поставил спектакль «Несколько часов из жизни мужчины и женщины» В. С. Красногорова.

### Фильмография
- 1960 — Прощайте, голуби — Гена Сахненко
- 1962 — Чёрная чайка — Рамон (кубинский революционер, солдат береговой охраны)
- 1963 — Последний хлеб — Димка
- 1963 — Я шагаю по Москве — Володя Ермаков
- 1964 — Первый снег — Коля Терентьев
- 1965 — Наш дом — Владимир
- 1966 — Туннель — лейтенант Денисов
- 1968 — По Руси — Алексей Пешков
- 1969 — С первого взгляда — посетитель музыкального магазина
- 1970 — Семья Коцюбинских — Виталий Примаков
- 1972 — Льды уходят в океан, телеспектакль
- 1972 — Печки-лавочки — следователь прокуратуры
- 1974 — Моё поколение
- 1975 — Победитель — Александр Ганин
- 1976 — Меня ждут на земле — Дмитрий Игнатьев, второй пилот
- 1986 — Наградить (посмертно) — бандит
- 1986 — При открытых дверях
- 1987 — Жизнь Клима Самгина — Григорий Попков, зять Бердникова
- 1991 — Кремлёвские тайны шестнадцатого века

## Награды и премии
- Заслуженный артист РСФСР (1972)
- Государственная премия СССР (1972) — за исполнение роли Павла Корчагина в спектакле «Драматическая песня»

## Память
Алексею Локтеву посвящена песня группы «Алиса» «Что потом» из альбома «Пульс хранителя дверей лабиринта».
В Орске именем Локтева названа улица.